# Antwerpia (wyspa)
Antwerpia – największa wyspa Archipelagu Palmera u wybrzeży Ziemi Grahama na Antarktydzie. Od lądu stałego dzieli ją Cieśnina Gerlache’a. Wyspa jest w większości pokryta lodem.

## Historia

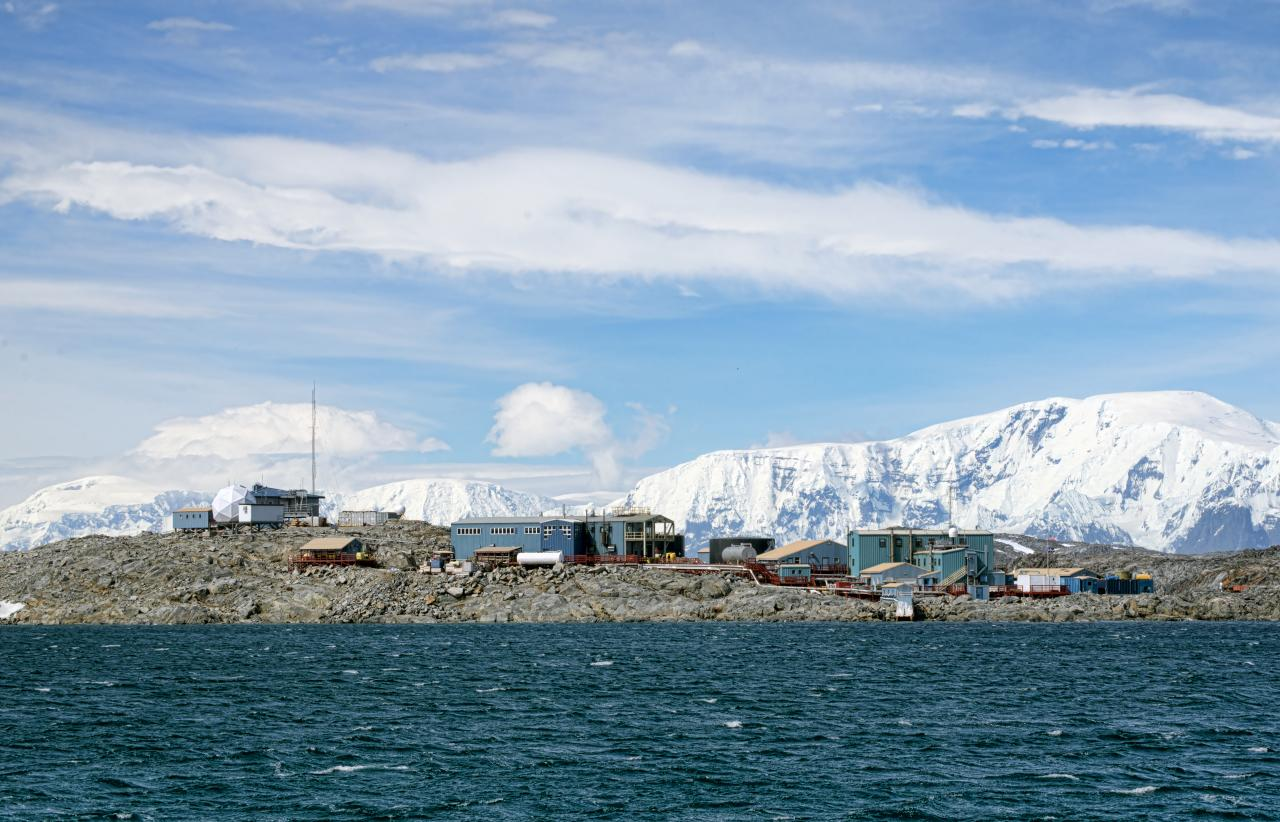
Stacja Palmer

Nazwa została nadana wyspie przez belgijską ekspedycję polarną w 1898 r., którą dowodził Adrien de Gerlache. Pochodzi ona od belgijskiej prowincji Antwerpii.
Od 1955 do 1958 roku na Antwerpii działała brytyjska stacja polarna (Station N — Anvers Island). Jej zadaniem był prowadzenie badań w zakresie kartografii i geologii. Lądowisko stacji było wykorzystywane jeszcze w latach 1969–1973, potem działalność została przeniesiona do bazy T.
W 1968 roku na wyspie rozpoczęła działalność amerykańska stacja Palmer. W lipcu 1969 roku opuszczony budynek brytyjskiej bazy został przekazany Amerykanom, którzy wykorzystywali go jako laboratorium biologiczne; w 1971 roku został zniszczony przez pożar. Pozostałości usunięto w lecie 1990-91.

## Środowisko naturalne

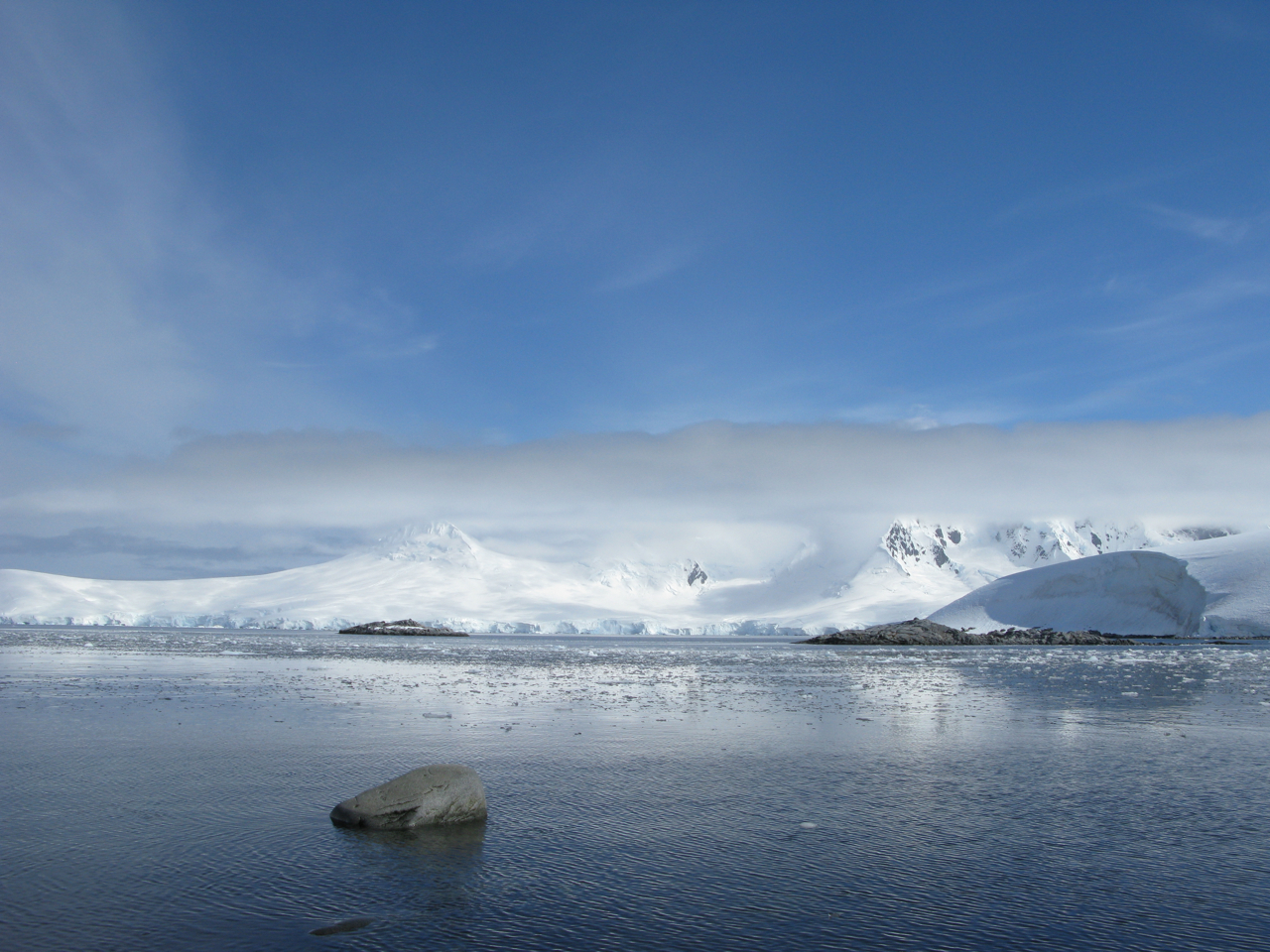
Wybrzeże wyspy

Wyspa jest górzysta, jej najwyższe wzniesienie sięga 2821 m n.p.m. Linia brzegowa wyspy mierzy 378,9 km. Leży na południowo-zachodnim krańcu Archipelagu Palmera. Jest w większości pokryta przez lodowce, ale znajdują się na niej także wychodnie skał mezozoicznych. Nie ma na niej rzek ani jezior, tylko niewielkie stawy. Panuje na niej klimat polarny, skrajne temperatury zanotowane na stacji Palmer to -31 °C w zimie i +9 °C latem.
Południowo-zachodnią część wyspy i przyległe akweny obejmuje Szczególnie Zarządzany Obszar Antarktyki nr 7 (Southwest Anvers Island and the Palmer Basin), o powierzchni 3275 km². Został on utworzony ze względu na wielką bioróżnorodność i znaczenie obszaru dla długoterminowych badań antarktycznych ekosystemów, w szczególności związków między środowiskiem morskim a awifauną. Gnieździ się w nim wiele gatunków ptaków, z których najpospolitsze są pingwiny Adeli.  Występują tu licznie największe lądowe owady Antarktyki, bezskrzydłe muchówki Belgica antarctica.